# باول أديسون
باول أديسون (بالإنجليزية: Paul Addison)‏ هو مؤرخ بريطاني، ولد في 1943.